# Вале-де-Эштрела
Вале-де-Эштрела (порт. Vale de Estrela) — район (фрегезия) в Португалии, входит в округ Гуарда. Является составной частью муниципалитета Гуарда. По старому административному делению входил в провинцию Бейра-Алта. Входит в экономико-статистический субрегион Бейра-Интериор-Норте, который входит в Центральный регион. Население составляет 418 человек на 2001 год. Занимает площадь 12,95 км².